# 山村老屍II色之惡鬼
《山村老屍II色之惡鬼》是2000年发行的香港恐怖鬼片，由梁鴻華編劇、藍志偉導演，王合喜、陳煒、張慧儀、萬綺雯、陳彥行和胡啟光主演。本片為恐怖片山村老屍的續集，2002年山村老屍III惡靈纏身以VCD的方式出碟，但非由梁鴻華編劇及導演。

## 劇情簡介
警方為了追捕色魔派出女警花生來引誘色魔。一個警員在追捕色魔時被色魔要求砍斷他的四肢，砍完后不久那名警員自殺身亡。
花生的警察男友一哥及咖啡對此事件着手報道。警方同時邀請了通靈小説家藍精靈來和警方合作破案。這時，一對喜愛看恐怖片的女子在看山村老屍，看到女鬼楚人美那一幕時，突然出現她們眼前的楚人美把其中一人的眼睛給弄瞎了。
一切都是源于一个叫小蝶的枉死女鬼。一哥的前世雖然已经有了妻子小蝶，但又和花生的前世華月媚偷情。華月媚為了獨佔一哥的前世，吩咐人將小蝶抓來，並指示咖啡的前世將小蝶弄成下不了地獄及上不了天堂的樣子。
小蝶誤把花生看成華月媚，打算把花生掐死。就在這時，一道光出現...

## 角色介紹
- 王合喜飾一哥，警察（粵語配音：陳欣）
- 陳煒飾花生/ 華月媚
- 張慧儀飾咖啡/ 法師
- 萬綺雯飾藍精靈
- 陳彥行飾Clever
- 胡啟光飾阿圖（粵語配音：羅偉傑）
- 楊證樺飾色魔
- 周恩恩飾楚人美（客串）

## 外部連結
- 香港影庫上《山村老屍II色之惡鬼》的資料（繁體中文）
- 互联网电影数据库（IMDb）上《山村老屍II色之惡鬼》的资料（英文）
- 豆瓣电影上《山村老屍II色之惡鬼》的資料 （简体中文）